# Sovjetunionens volleyballlandshold (damer)
Sovjetunionens volleyballlandshold repræsenterede Sovjetunionen i volleyball. Holdet var meget stærkt. Den vandt fem verdensmesterskaber, fire OL og tretten europamesterskaber.
Landsholdet blev erstattet af:
- Armeniens volleyballlandshold
- Aserbajdsjans volleyballlandshold
- Estlands volleyballlandshold
- Georgiens volleyballlandshold
- Hvideruslands volleyballlandshold
- Letlands volleyballlandshold
- Litauens volleyballlandshold
- Kasakhstans volleyballlandshold
- Kirgisistans volleyballlandshold
- Moldovas volleyballlandshold
- Ruslands volleyballlandshold
- Tadsjikistans volleyballlandshold
- Turkmenistans volleyballlandshold
- Ukraines volleyballlandshold
- Usbekistans volleyballlandshold